# Batalla de Ctesifont (1915)
|  | Aquest article tracta sobre una batalla de la Primera Guerra Mundial. Si cerqueu una batalla de les guerres romano-sassànides, vegeu «Batalla de Ctesifont». |

La batalla de Ctesifont (en turc: Selman-ı Pak Muharebesi) es va lliurar al novembre de 1915 entre l'Imperi Britànic i l'Índia britànica contra l'Imperi Otomà, dins de la campanya de Mesopotàmia de la Primera Guerra Mundial.
L'Indian Expeditionary Force D (IEF D; Força Expedicionària Índia D), majoritàriament composta per unitats índies i sota el comandament del general John Nixon, havia tingut èxit en Mesopotàmia des del desembarcament d'Al-Faw, després de la declaració de guerra de l'Imperi Otomà el 5 de novembre de 1914.
Una de les raons principals per iniciar la campanya a Mesopotàmia era defensar la refineria de petroli d'Abadan, en la desembocadura del Xatt al-Arab. Amb l'adopció d'una política de defensa cap endavant, l'exèrcit britànic, al comandament del general Townshend, es va enfrontar a una sèrie de petites forces otomanes. Després d'un any d'una sèrie de derrotes, les forces otomanes van ser capaces de detenir l'avanç britànic durant dos dies en els durs combats en Ctesifont.

## Antecedents
Ctesifont es troba a la riba occidental del riu Tigris, a l'estèril desert iraquià, al voltant de 610 km aigües amunt de Bàssora, 65 km al nord de Kut al-Amara, i a 25 km al sud-est de Bagdad. És una bona posició defensiva situada en un meandre de 10 km de longitud del riu Tigris. A la ciutat es troben les restes de la capital dels imperis Part i Sassànida.
Les forces otomanes havien construït dues línies ben camuflades i formidables de trinxeres que creuaven el riu; també havia un mur antic de 6 m d'alçada a 5 km al sud de la línia principal, que era utilitzat com a punt d'observació per les forces otomanes. Les forces otomanes estaven formades per aproximadament 18.000 homes i 52 canons. El comandant general de l'exèrcit otomà a Mesopotàmia era Khalil Pasha. El comandant en el camp durant els nou mesos anteriors va ser el coronel Nureddin İbrahim Paşa, però a partir d'octubre l'exèrcit otomà va passar sota el comandament del Baró von der Goltz, un conegut general alemany, historiador militar i, durant 12 anys, l'encarregat de modernitzar l'exèrcit otomà. El baró von der Goltz era vell, però era un expert en qüestions militars i tenia un profund coneixement de les fortaleses i debilitats de l'exèrcit otomà. El general Goltz encara es dirigia cap a Mesopotàmia i era Nureddin qui estava al capdavant de la batalla i els britànics creien que encara era el comandant. Els britànics creien que Nureddin encara era el comandant, i aquest pot haver estat un factor en el curs dels esdeveniments, ja què, tenint en compte l'experiència prèvia, creien que les habilitats com a general de Nureddin eren pobres. Nureddin disposava de quatre divisions. Les divisions 35a i 38a eren predominantment àrabs. La 38a divisió havia estat en Bàssora abans de la guerra, i la 35a divisió estava en Mossul. També hi havia les divisions 45a i 51a, acabades de crear i que eren predominantment turques. Es componien d'una barreja de soldats actius i de reserva.
La força britànica estava formada per la 6a (Poona) Divisió, una força de prop d' 11.000 homes. Algunes tropes britàniques s'havien quedat enrere per a protegir la ciutat de Kut al-Amara i l'encreuament del riu recentment capturat. L'avanç britànic passat Kut al-Amara va ser lent, en part a causa del mal temps i la terra mullada i en part a causa de la reticència del general Townshend per avançar encara més. No obstant això, el comandant en cap de les forces britàniques a la regió, el general Nixon, va li ordenar prendre Bagdad. Així, va començar la seva marxa pel riu Tigris.

## El pla d'atac britànic
El pla d'atac de Townshend era dividir les seves forces en quatre columnes. Tres columnes d'infanteria, columnes designades A, B, i C, van ser organitzades per a realitzar un atac frontal en diferents punts de les línies otomanes. L'altra columna, coneguda com la «columna voladora» (en anglès, flying column), composta per una barreja de cavalleria i infanteria, i se suposava que oscil·larien al voltant del flanc esquerre de les línies otomanes. L'atac anava a ser recolzat per dos vaixells de riu: una canonera i el HMS Firefly.

## El pla de defensa otomà
El coronel Nureddin va tenir més de 55 dies per a preparar les seves defenses, i les seves forces es van preparar bé.
Va desplegar en una formació en forma de «L». La 38a divisió va ocupar la part llarga de la L. La nova i fresca 45a divisió es va situar en la part més vulnerable de la línia, al petit tram de la L a l'esquerra, amb un regiment a les trinxeres de primera línia i dos regiments en reserva. Hi havia 12 punts forts al llarg de la primera línia de trinxeres i una segona línia completa en la rereguarda. En la reserva general estava la 51a divisió. La 35a divisió estava a l'altra banda del riu.
L'artilleria otomana es trobava al centre, des d'on podria donar suport al seu flanc esquerre o a la part central de la seva línia. L'artilleria va rebre l'ordre de disparar primer contra els vaixells de guerra britànics i després desplaçar el foc per donar suport a les reserves otomans.

## Moviments i l'enfrontament
Townshend, amb la intenció de repetir el seu èxit en la batalla d'Es Sinn, va ordenar una marxa nocturna a les últimes hores del 21 de novembre de 1915, amb l'objectiu d'atacar a l'alba del 22 de novembre. L'atac va tenir lloc en la data prevista però, a causa de males condicions del terreny a la riba oest, els britànic va acabar atacant les posicions de la riba oriental, que eren molt més fortes.
Se suposava que l'avanç terrestre havia de ser secundat per les dues canoneres fluvials, però dues coses van impedir que els vaixells esdevinguessin un factor en la batalla: en primer lloc, els canons otomans de la riba oest els van bombardejar; en segon lloc, el Tigris estava minat i es van col·locar al riu diverses obstacles per a dificultar la navegació.

### El primer dia
Al principi de la batalla, la columna C, la més propera a la riba del riu, va quedar sota foc d'armes petites i de l'artilleria pesada i no va poder arribar a la primera línia de trinxeres.
La columna A, al mig, també va ser detinguda abans d'arribar a línia de trinxeres.
A la dreta, la columna B (formada principalment per panjabis i gurkhes) va arribar a la primera línia de trinxeres, va obligar les forces otomanes a retirar-se i va perseguir a l'enemic en retirada cap a la segona línia de trinxeres. El coronel Nureddin va portar els regiments de reserva de la 45a divisió i a la 35a divisió, que estava a l'altre costat del riu, per a reforçar les seves línies, i va aconseguir aturar a les forces anglo-índies.
Townshend va ordenar llavors a la columna C atacar de nou i que tractés d'aprofitar l'avanç. Aquest moviment era bastant complicat i es va veure dificultat per les forces otomanes que disparaven contra el seu flanc. Mentrestant, la columna voladora combatia en una lluita inconclusa contra la cavalleria turca i àrab. Un cop més, Nureddin va cridar a les seves reserves, en aquest cas la 51a divisió, que va tenir gran èxit detenint l'atac envoltant de Townshend.
Per al final del dia, la 6a (Poona) Divisió havia aconseguit capturar la primera línia de trinxeres, però els britànics van sofrir moltes baixes. Les forces otomanes també havien tingut moltes baixes però van mantenir la seva posició.

### El segon dia
En el segon dia, Townshend va intentar novament trencar la línea otomana, amb el suport d'un atac al flanc. Les forces otomanes el van detenir de nou. A continuació, els otomans van contraatacar les posicions britàniques amb totes les seves forces disponibles. La lluita va ser dura, però la línia britànica va resistir.
Tots dos exèrcits van patir moltes baixes, havien suportat dos dies d'intens combat i estaven esgotats. Les forces otomanes van perdre 6.188 homes, entre morts i ferits: la 51a divisió va perdre el 12% dels seus efectius, la 35a divisió va perdre el 25%, i la 45a divisió, que es va endur la pitjor part dels atacs britànics, va perdre el 65% dels seus soldats.

### El tercer dia
El 24 de novembre, els dos generals va ordenar la retirada.
Al costat britànic, el general Townshend va concloure que havia de retirar-se a causa que les seves pèrdues havien estat massa grans i ja no podria continuar amb l'esforç de prendre Bagdad.
El coronel Nureddin també va concloure que havia de retirar-se a causa de les fortes pèrdues. Quan es va adonar que els britànics es retiraven, va agrupar el seu exèrcit i el va enviar a perseguir a les forces anglo-índies.

## Conseqüències
La 6a (Poona) Divisió va patir un 40% de baixes, perdent prop de 4.600 soldats. Estaven esgotats pels intensos combats dels últims dos dies i tenia una força efectiva de prop de 8.500 homes. Townshend va decidir retirar-se cap a Kut al-Amara per a reconstruir el seu exèrcit. Un soldat britànic, comentant els intents dels seus oficials per a pronunciar el nom de «Ctesifont», va escriure «en diem Pistupon».
L'exèrcit otomà va patir 6.188 baixes, però les seves línies de subministrament eren curtes i van ser capaços d'obtenir reforços des de Bagdad i les províncies del nord. El coronel Nureddin, a l'assabentar-se de que els britànics també es retiraven, va agrupar al seu exèrcit i va perseguir als britànics fins a Kut al-Amara.
Ctesifont i les seves seqüeles van revelar una debilitat britànica clau en aquesta campanya: una logística insuficient. Les tropes britàniques estaven mal subministrades i el seu cos mèdic era escàs, tenint en compte el nombre de tropes i l'alta taxa de baixes (tant per la batalla com per les malalties). En la campanya posterior, que va portar a la captura de Bagdad pel general Maude, la logística van ser molt millor.
La batalla també va demostrar que l'exèrcit otomà podia lluitar pel seu propi compte. El coronel Nureddin havia pres un exèrcit que havia estat colpejat diverses vegades, el va posar en una posició defensiva acuradament preparada, i va mantenir a ratlla a les forces britàniques i índies. Ho va fer sense cap assessor alemany.